# Općina Dvor
Općina Dvor är en stad i Kroatien.   Den ligger i länet Moslavina, i den centrala delen av landet, 80 km söder om huvudstaden Zagreb.